# Leutea gracillima
Leutea gracillima är en flockblommig växtart som beskrevs av Pimenov. Leutea gracillima ingår i släktet Leutea och familjen flockblommiga växter. Inga underarter finns listade i Catalogue of Life.